# شوربة دجاج للروح
شوربة الدجاج للروح هي شركة استشارات وتطوير ذات، وإنتاج وسائط إعلامية مقرها في كوس كوب، كونيتيكت في وم أ. أشهر أعمالها سلسة كتب شوربة الدجاج للروح التتي تحتوي على عشرات الكتب .
يعتبر الكتاب الأول أحد أكثر الكتب نجاحا ويحتوي مثل معظم العناوين اللاحقة في السلسلة على قصص حقيقية ملهمة عن حياة الناس العاديين. أصبح الكتاب من أكثر الكتب مبيعًا وشيءًا لظاهرة اجتماعية بسبب قدرته على تغيير منظور الآخرين لموضوعات معينة. الكتب متنوعة على نطاق واسع، ولكل منها موضوع مختلف.
اليوم تواصل حساء الدجاج لشركة Soul Publishing، LLC نشر حوالي اثني عشر  كتابًا جديدًا سنويًا.
تتفرع الشركة إلى فئات أخرى مثل الطعام،  أغذية الحيوانات الأليفة،  والبرامج التلفزيونية. 

## التاريخ
تعاون المتحدثون التحفيزيون جاك كانفيلد ومارك فيكتور هانسن في أول شوربة دجاج للروح، حيث قاموا بتجميع قصص ملهمة وحقيقية سمعوها من أعضاء جمهورهم. جاءت العديد من القصص من أعضاء الجمهور في محادثاتهم الملهمة.
تم رفض الكتاب من قبل الناشرين الرئيسيين في نيويورك ولكن قبله ناشر صغير ذاتي المساعدة في فلوريدا يسمى أش سي أل.
بعد نجاح الكتاب الأول، نشر كانفيلد وهانسن، مع أش سي أل، كتاب سمي «شبيه شوربة دجاج للروح».
في وقت لاحق، نشروا شوربة الدجاج لكتب الروح عن لفئات محددة، مثل شوربة الدجاج لروح المراهقة ، التي ظهرت في عام 1997  وكانت من أكثر الكتب مبيعًا. تم نشر كتب شوربة دجاج جديدة بشكل منتظم منذ صدور أول كتاب في عام 1993. اعتبارًا من أواخر 2013، اشتملت السلسلة على أكثر من 200 عنوان.
في عام 2008، قام المؤسسون، جاك كانفيلد ومارك فيكتور هانسن، ببيع الشركة لمجموعة ملكية جديدة بقيادة ويليام جيه روحانا وروبرت د. جاكوبس. ومنذ ذلك الحين، تم نشر جميع العناوين الجديدة من قبل شوربة دجاج لصالح شركة Soul Publishing، LLC وتوزيعها سايمون وشوستر.
تحت مجموعة الملكية الجديدة، توسعت حساء الدجاج للروح إلى منتجات أخرى إلى جانب الكتب. تقوم الشركة بتسويق أغذية الحيوانات الأليفة تحت العلامة التجارية «شوربة دجاج للروح المحبة للاحيوانات الاليفة» كما إنتاج حساء والصلصات وغيرها من الأطعمة الجاهزة  تحت نفس العلامة التجارية.
في عام 2013، أعلنت الشركة عن خطط لإنتاج مسلسل تلفزيوني وفيلم مع ألكون انترتامينت. أنتجت حساء الدجاج للروح برامج تلفزيونية مع شركاء آخرين، بما في ذلك برنامج تلفزيوني. في عام 2016، استحوذت Chicken Soup for the Soul على حصة أغلبية في موقع الويب A Plus .
من عام 2013 حتى عام 2018، كان ستان هولدن، مؤلف كتاب«إعطي حلوى للغرباء»، كاتبًا مشاركًا في شوربة الدجاج للروح: الملائكة والمعجزات ،  شوربة الدجاج للروح: فكر بإيجابية للأطفال ،  حساء الدجاج للروح: المنزل الجميل  وحساء الدجاج للروح: قوة كلمة نعم!.
طرحت شركة شوربة حساء الدجاج للترفيه الروحي في الببورصة عام 2017. الآن هي مملوكة Screen Media Ventures ، LLC ، وهي شركة عالمية مستقلة رائدة في مجال توزيع الأفلام والتلفزيون، ومالكة لموقع بوبكرونفليكس، وهي خدمة فيديو عبر الإنترنت قائمة على الإعلانات.

## الجوائز
احتلت السلسلة الأصلية مكانًا في قائمة أفضل بائعين في نيويورك تايمز بشكل مستمر في الأعوام 1994-1998.
جائزة لكتاب حساء الدجاج للروح: ما تعلمته من الكلب تم تسميته «أفضل مختارات» لعام 2010 من قبل رابطة كتاب الكلاب الأمريكية. 